# Adolf Weidig
Adolf Weidig (* 28. November 1867 in Hamburg; † 23. September 1931 in Chicago) war ein deutsch-amerikanischer Komponist und Musiker.

## Leben und Wirken
Adolf Weidig war der Sohn eines Posaunisten, der am Hamburger Stadttheater beschäftigt war. Johannes Jagau, ein Arbeitskollege seines Vaters, unterrichtete ihn im Geigenspiel. Ab 1882 besuchte er die Oberklasse des Konservatoriums in Hamburg und lernte bei Julius von Bernuth Klavier, bei Carl Bargheer Violine und erwarb bei Hugo Riemann theoretische Kenntnisse. Begleitend zum Studium spielte er Geige bei den Hamburger Philharmonikern. Am 9. Oktober 1885 stellte er eine erste eigene Komposition für ein Orchester vor. 1886 schrieb er ein Quintett für Streicher und ein Jahr später zwei Sätze einer Symphonie in D-Dur. Die Stücke wurden zurückhaltend positiv aufgenommen.
1888 stellte Weidig ein Streichquartett und ein Lied vor. Damit gewann er den ersten Preis der Mozart-Stiftung und damit verbunden ein vierjähriges Stipendium. Weidig zog nach München und lernte Violine bei Ludwig Abel sowie Theorie, Harmonielehre und Komposition bei Joseph Rheinberger. Anschließend kehrte er nach Hamburg zurück und strebte eine Stelle bei den Hamburger Philharmonikern an, die jedoch in starker Konkurrenz zu den Berliner Philharmonikern unter der Leitung von Hans von Bülow standen, die regelmäßig in Hamburg auftraten. Weidig ging daher in die USA und wurde Mitglied des Chicago Symphony Orchestra und beteiligte sich ab 1893 an Kammermusikabenden. Während der Weltausstellung 1893 wurde dort Weidigs Ouvertüre Sappho gespielt.
1893 erhielt Weidig eine Lehrstelle am American Conservatory of Music in Chicago, wo er Geige und Theorie unterrichtete und komponierte. Von 1907 bis zu seinem Tod hatte er einen von zwei Direktorenposten des Instituts inne. 1909 unternahm er eine Deutschlandreise, während der er in der dortigen Musikhalle die Hamburger Philharmoniker dirigierte. Gespielt wurde unter anderem Weidigs Komposition Semiramis. 1923 schrieb er das Buch Harmonic Materials and its uses, das sich in Amerika zu einem Standardwerk entwickelte. 
Vermutlich aufgrund des Ersten Weltkriegs war Weidig in der Folgezeit in Deutschland wenig bekannt. Auch die Hamburger Presse berichtete 1931 nicht über den Tod Weidigs.